# Василка Лазева
Василка Лазева Лъжева (изписване до 1945 година: Василка Лазева Лѫжева) е българска просветна и революционна деятелка от Македония.

## Биография
Родена е в Битоля, тогава в Османската империя. Завършва Солунската българската девическа гимназия в 1892 година (випуск II). Става учителка в Българското девическо училище в Битоля.
В Битоля тя влиза в тайния революционен женски кръжок, оказващ съдействие на революционната борба в града чрез агитация между жените, пренасяне на писма, пазене и укриване на архиви, приготвяне и прибиране на дрехи от гражданите за затворниците и четите и други дейности. Участва в изработването на въстаническите знамена – Битолският революционен комитет възлага да се направят осем знамена за околиите. Фотинка Петрова разказва: Употребихме свръхусилия и ги изработихме всички. <...> Работехме, то се знае, с въодушевление. Една гледаше към пътната врата, за да не бъдем изненадани от властта, другите бродираха и всички пеехме. И как пеехме! – тихо, от сърце, и понякога плачехме не от скръб, а от благоговеен възторг.